# Тенчинский, Ян Магнус
Ян Магнус Тенчинский (пол. Jan Magnus Tęczyński; 16/17 сентября 1579, Красник — 17 июля 1637) — крупный польский магнат, воевода краковский (1620), чашник коронный (1618), староста радошицкий (1622—1633), подчаший коронный (1610—1620), староста плоцкий (1608—1617), староста жарновецкий (1631—1633).

## Биография
Представитель польского магнатского рода Тенчинских герба «Топор». Сын воеводы белзского и краковского Анджея Тенчинского (ок. 1510—1588) и Софии Дембовской.
Он был избирателем Владислава IV Вазы от Краковского воеводства в 1632 году. В качестве сенатора он принимал участие в сеймах 1620, 1623, 1627, 1631, 1632 (трижды) и 1633 годах.
Вместе со своей сестрой Агнешкой Фирлей, урожденной Тенчинской, он расширил и модернизировал Тенчинский замок. Он был образованным человеком и во время изучения итальянского языка подружился с Галилео Галилеем. Он заботился о людях искусства, в том числе: защитник Петра Кохановского (племянника Яна), которого он вдохновил на перевод «Освобожденного Иерусалима» Торквато Тассо. Он дружил с учеными Краковской академии, был автором многих научных трактатов и литературных произведений. Сотрудничал с сестрой Агнешкой при основании монастыря кармелитов в Черне близ Кшешовице. Он также был основателем Камальдульского монастыря в Ритвянах.
По прежним данным, он был похоронен в часовне Тенчинского замка, откуда в 1783 году его тело было перенесено благодаря стараниям священника. Казимеж Бодуркевич, один из двух последних капелланов замка, в подвал церкви Св. Екатерины Александрийской в Тенчинеке. Место его захоронения отмечено установленной на полу церкви мемориальной доской с неверной датой его смерти (1638 г.). Однако в 2018 году польский историк Камиль Богуш нашел документ из архива кармелитского монастыря в Черне, из которого следует, что Ян Магнус был похоронен в камальдольском монастыре в Рытвянах. Находки Богуша показывают, что в церкви в Тенчине похоронено тело другого Яна Тенчинского, каштеляна войницкого, умершего в 1593 году.
Его библиотеку и большую часть его богатства унаследовал зять его Лукаш Опалинский, муж Изабеллы, который также был известным писателем и покровителем искусств и наук.

## Семья
В 1606 году Ян Магнус Тенчинский женился на Дороте Минской, от которой у него было трое сыновей:
- Габриэль (ум. 1629)
- Кшиштоф (1609—1632)
- Станислав (1611—1634)
- Изабелла, жена Лукаша Опалинского.